# Monmu

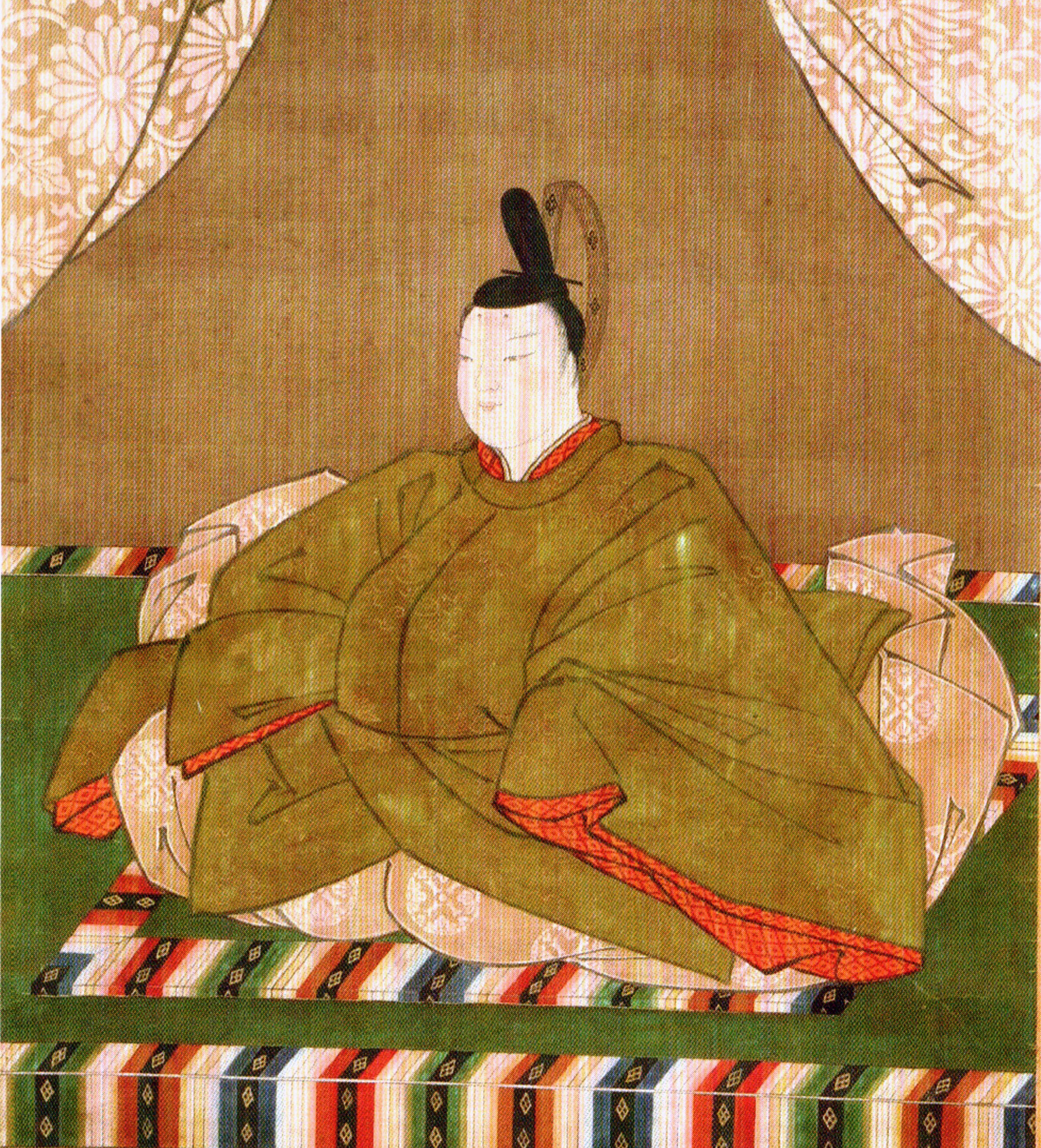

Monmu, född 683, död 707, var kejsare av Japan mellan 697 och 707.